# Назруллаев, Алишер Ибодуллаевич
Алишер Ибодуллаевич Назруллаев (узб. Alisher Ibodullayevich Nazrullayev, род. 24 сентября 1953, Гиждуван, Бухарская область, Узбекская ССР) — советский, узбекский художник-керамист, гончар, представитель гиждуванской гончарной школы в 7-м поколении и единственной сохранившейся династии потомственных керамистов Гиждувана — Назруллаевых. Академик Академии художеств Узбекистана (2003), народный мастер Узбекистана (2002).

## Биография
Родился 24 сентября 1953 года в Гиждуване, в семье потомственного гончара, шесть поколений его предков занимались гончарным ремеслом. Ремеслу гончара учился у своего отца, мастера Ибодуллы Назруллаева. По словам Алишера в 1961 году, после закрытия мастерской, его отца спас от разорения и банкротства, писатель Константин Симонов, который находился в это время в командировке в этих местах. По рекомендации Симонова, Ибодулла Назруллаев и его отец были приняты в Союз художников СССР и им была выделена материальная помощь на строительство новой мастерской.
В 1975 году окончил Самаркандский архитектурно-строительный институт.
В 2002 году Назруллаеву было присвоено почётное звание народного мастера Узбекистана, в 2003 году он был избран действительным членом Академии художеств Узбекистан, .

## Семья
- Отец: Ибодулла Назруллаев (1927—1987) — советский, узбекский художник-керамист, мастер гончар[4].
- Брат: Абдулла Ибодуллаевич Назруллаев (род. 1963) —  узбекский художник-керамист, народный мастер Узбекистана (2021)[5].
- Сёстры: Зебинисо, Мехринисо, Махбуби, Матлуба, Мавлуда, Манзура, Назира, Нодира, Дилфуза.
- Дети: сыновья — Шерзоджон, Олимжон, Обиджон; дочь — Шозода[6].

## Творчество
Развивает в своём творчестве традиции гиждуванской гончарной школы. Созданные им керамические изделия: тарелки, миски, кувшины, пиалы, отличаются характерной глазурью свинцового цвета. Фон узора темно-коричневый, а фигуры орнамента расположены на поверхности предметов асимметрично и в свободном порядке, широко использует такие художественные элементы, как «хвост орла», «белая птица» и «цветок павлина», изящно изображённые формы по мотивам птиц, растений и цветов. Активно участвует в престижных конкурсах и выставках на культурных площадках Америки, Европы и Азии.
Всего участвовал более чем в ста выставках и вернисажах в Узбекистане и за рубежом, в том числе во Всемирной выставке «Экспо – 2000». Образцы его работ находятся в собраниях музеев и частных коллекциях Узбекистана и зарубежных стран.

## Награды
- Орден «Дустлик» (1996)
- Народный мастер Узбекистана (2002)[1]
- Сертификат «Халкаро уста» (международный мастер), врученный лично Генеральным директором ЮНЕСКО Федерико Майором[8].